# Independent Spirit Awards 1993
La cerimonia di premiazione dell'8ª edizione degli Independent Spirit Awards si è svolta il 27 marzo 1993 sulla spiaggia di Santa Monica, California ed è stata presentata da Buck Henry. Neil Jordan ha pronunciato il keynote address e Danny Glover è stato il presidente onorario.
È una delle due sole edizioni in cui è stato assegnato un premio per la miglior colonna sonora.

## Vincitori e candidati
I vincitori sono indicati in grassetto, a seguire gli altri candidati.

### Miglior film
- I protagonisti (The Player), regia di Robert Altman
- Il cattivo tenente (Bad Lieutenant), regia di Abel Ferrara
- Nel deserto di Laramie (Gas, Food Lodging), regia di Allison Anders
- Mississippi Masala, regia di Mira Nair
- Qualcuno sta per morire (One False Move), regia di Carl Franklin

### Miglior attore protagonista
- Harvey Keitel - Il cattivo tenente (Bad Lieutenant)
- Laurence Fishburne - Massima copertura (Deep Cover)
- Peter Greene - Laws of Gravity - Leggi di gravità (Laws of Gravity)
- Craig Chester - Swoon
- Michael Rapaport - Zebrahead

### Miglior attrice protagonista
- Fairuza Balk - Nel deserto di Laramie (Gas, Food Lodging)
- Catherine Keener - Johnny Suede
- Edie Falco - Laws of Gravity - Leggi di gravità (Laws of Gravity)
- Cynda Williams - Qualcuno sta per morire (One False Move)
- Sheryl Lee - Fuoco cammina con me (Twin Peaks: Fire Walk with Me)

### Miglior regista
- Carl Franklin - Qualcuno sta per morire (One False Move)
- Abel Ferrara - Il cattivo tenente (Bad Lieutenant)
- Allison Anders - Nel deserto di Laramie (Gas, Food Lodging)
- Quentin Tarantino - Le iene (Reservoir Dogs)
- Tom Kalin - Swoon

### Miglior fotografia
- Frederick Elmes - Taxisti di notte (Night on Earth)
- Jon Jost - Tutti i Vermeer a New York (All the Vermeers in New York)
- Jean de Segonzac - Laws of Gravity - Leggi di gravità (Laws of Gravity)
- Edward Lachman - Lo spacciatore (Light Sleeper)
- Ellen Kuras - Swoon

### Miglior sceneggiatura
- Neal Jimenez - Vita di cristallo (The Waterdance)
- Allison Anders - Nel deserto di Laramie (Gas, Food Lodging)
- Paul Schrader - Lo spacciatore (Light Sleeper)
- Keith Gordon - Vicino alla fine (A Midnight Clear)
- Billy Bob Thornton - Qualcuno sta per morire (One False Move)

### Miglior attore non protagonista
- Steve Buscemi - Le iene (Reservoir Dogs)
- Jeff Goldblum - Massima copertura (Deep Cover)
- David Strathairn - Amori e amicizie (Passion Fish)
- William Forsythe - Vita di cristallo (The Waterdance)
- Wesley Snipes - Vita di cristallo (The Waterdance)

### Miglior attrice non protagonista
- Alfre Woodard - Amori e amicizie (Passion Fish)
- Brooke Adams - Nel deserto di Laramie (Gas, Food Lodging)
- Danitra Vance- Jumpin' at the Boneyard
- Sara Gilbert - La mia peggiore amica (Poison Ivy)
- Karen Sillas - Uomini semplici (Simple Men)

### Miglior colonna sonora
- Angelo Badalamenti - Fuoco cammina con me (Twin Peaks: Fire Walk with Me)
- Jon A. English - Tutti i Vermeer a New York (All the Vermeers in New York)
- Terry Plumeri, Peter Haycock e Derek Holt - Qualcuno sta per morire (One False Move)
- Maureen McElheron - The Tune
- Taj Mahal - Zebrahead

### Miglior film d'esordio
- Vita di cristallo (The Waterdance), regia di Neal Jimenez e Michael Steinberg
- Le iene (Reservoir Dogs), regia di Quentin Tarantino
- Laws of Gravity - Leggi di gravità (Laws of Gravity), regia di Nick Gomez
- Swoon, regia di Tom Kalin
- Un uomo, una donna, una pistola (My New Gun), regia di Stacy Cochran

### Miglior film straniero
- La moglie del soldato (The Crying Game), regia di Neil Jordan
- Lanterne rosse (Da hong deng long gao gao gua), regia di Zhang Yimou
- Danzón, regia di María Novaro
- Urga - Territorio d'amore (Urga), regia di Nikita Michalkov